# 小原唯志
小原 唯志（おばら ただし、1983年5月15日 - ）は、北海道出身の日本の競輪選手、元スピードスケート選手。競輪選手としては、日本競輪選手会茨城支部所属。日本競輪学校（当時。以下、競輪学校）第101期生。

## 人物
白樺学園高等学校から明治大学に進み、2005年冬季ユニバーシアード1000mで銀メダルを獲得。同年の全日本学生選手権でも優勝。
大学卒業後、日本電産サンキョーに入社。
2008年全日本スプリントで準優勝。
2009年は1月24日にISUワールドカップで5位入賞。さらに浅間選抜500mで初優勝。バンクーバーオリンピック選考会では1000m1位となり出場権を獲得した。バンクーバー五輪スピードスケート競技では1000m17位に終わった。
2010年のバンクーバーオリンピック後にスピードスケートからの引退を表明。2010年4月23日、大菅小百合の妹で元同僚でもある大菅淳子と結婚。
2011年1月14日、競輪学校第101回生入学試験に合格。同校在校競走成績は15勝を挙げ第1位。
2012年5月1日、日本競輪選手会茨城支部所属の競輪選手として登録された。同年7月6日、京王閣競輪場でデビューし2着、初勝利は同月7日の同場。